# Varola kyrka
Varola kyrka är en kyrkobyggnad som sedan 1996 tillhör Värsås-Varola-Vretens församling (tidigare Varola församling) i Skara stift. Den ligger i Skövde kommun.

## Kyrkobyggnaden
I Varola socken fanns tidigare en romansk medeltidskyrka från mitten av 1100-talet. Denna ersattes 1842 av en ny kyrka i Karl Johan-stil med tre torn. Då den nya kyrkan byggdes på lös mark med dåligt pålad grund började långhusets murar spricka redan efter tio år och den måste ersättas.
År 1864 var den nya kyrkan, som byggts av de två lokala byggmästarna Gustav Andersson och Johan Larsson, klar. Dessa båda kom därefter att åtaga sig ett flertal andra kyrkbyggen i stiftet. Kyrkan är typisk för sin tid med en blandning av empir och nygotik och uppförd i rundbågestil. Tornet har en hög lanternin och även sakristian i norr har ett litet torn. Altaret är placerat i söder och interiören präglas av det tunga tredingstaket med synliga bjälkar. Vid en renovering 1954-1955 under ledning av Anders Ekman tillkom altaret av tegel och altartavlan.

## Inventarier
- Dopfunten är medeltida.
- Den rundade predikstolen, som övertogs från den gamla kyrkan, är ett barockarbete troligen skulpterat av Bengt Wedulin. Där finns snidad akantus och skulpterade evangelister.
- Altartavlan är målad av konstnären Bengt Hamrén tillkom 1955 och döljer avsiktligt ett fönster med glasmålningar.

### Klockor
Kyrkan hade tidigare två medeltida klockor.
- Storklockan som ursprungligen göts 1514, göts om 1738. Den hade tidigare en latinsk inskrift, som i svensk översättning lyder: Herrens år 1514 göts denna klocka till den saliga Jungfru Marie ära av mig magister [?] Busse Jacobsson.
- Lillklockan är av en senmedeltida typ utan inskrifter.

### Orgel
Orgeln på läktaren i norr har bibehållit sin ursprungliga stumma fasad, som utfördes 1875 av Setterquist & Son Orgelbyggeri. År 1966 byggde Nordfors & Co ett nytt verk där en del gammalt material återanvändes. Instrumentet har femton stämmor fördelade på två manualer och pedal.